# Maestro (九州男の曲)
『maestro』（マエストロ）は、九州男の3枚目の配信シングル

## 解説
- 前作『想色コーディネート』から約1年3ヵ月ぶりの配信シングル。
- 「maestro」のPVには、鈴鹿工業高等専門学校の現役水泳部員達が出演している。

## 収録曲
1. maestro
2014年長崎がんばらんば国体・がんばらんば大会 イメージソング